# Malý Kamenec
Malý Kamenec, dříve Malý Kevežd (maďarsky Kiskövesd) je obec na Slovensku. Nachází se v Košickém kraji, v okrese Trebišov. První písemná zmínka o obci pochází z roku 1358.
Obec Malý Kamenec má rozlohu 5,64 km² a leží v nadmořské výšce 98 metrů; na území obce je chráněné ptačí území Medzibodrožie. V obci žilo k 31. 12. 2011 celkem 453 obyvatel.
Je zde mateřská škola s vyučovacím jazykem maďarským.